# Leica (фотоаппараты)
Leica — фотоаппараты, выпускаемые одноимённой немецкой компанией Leica Camera AG.
Первоначально торговая марка Leica принадлежала Ernst Leitz GmbH.
На сегодняшний день существуют четыре компании:
- Leica Camera AG, выпускающая фотоаппараты, объективы для них, а также бинокли, зрительные трубы, прицелы и дальномеры;
- Leica Geosystems AG, выпускающая геодезическое оборудование;
- Leica Microsystems[англ.], выпускающая микроскопы;
- Leica Biosystems[англ.], выпускающая гистологическое оборудование.

Торговая марка Leica в настоящее время принадлежит Leica Microsystems GmbH.

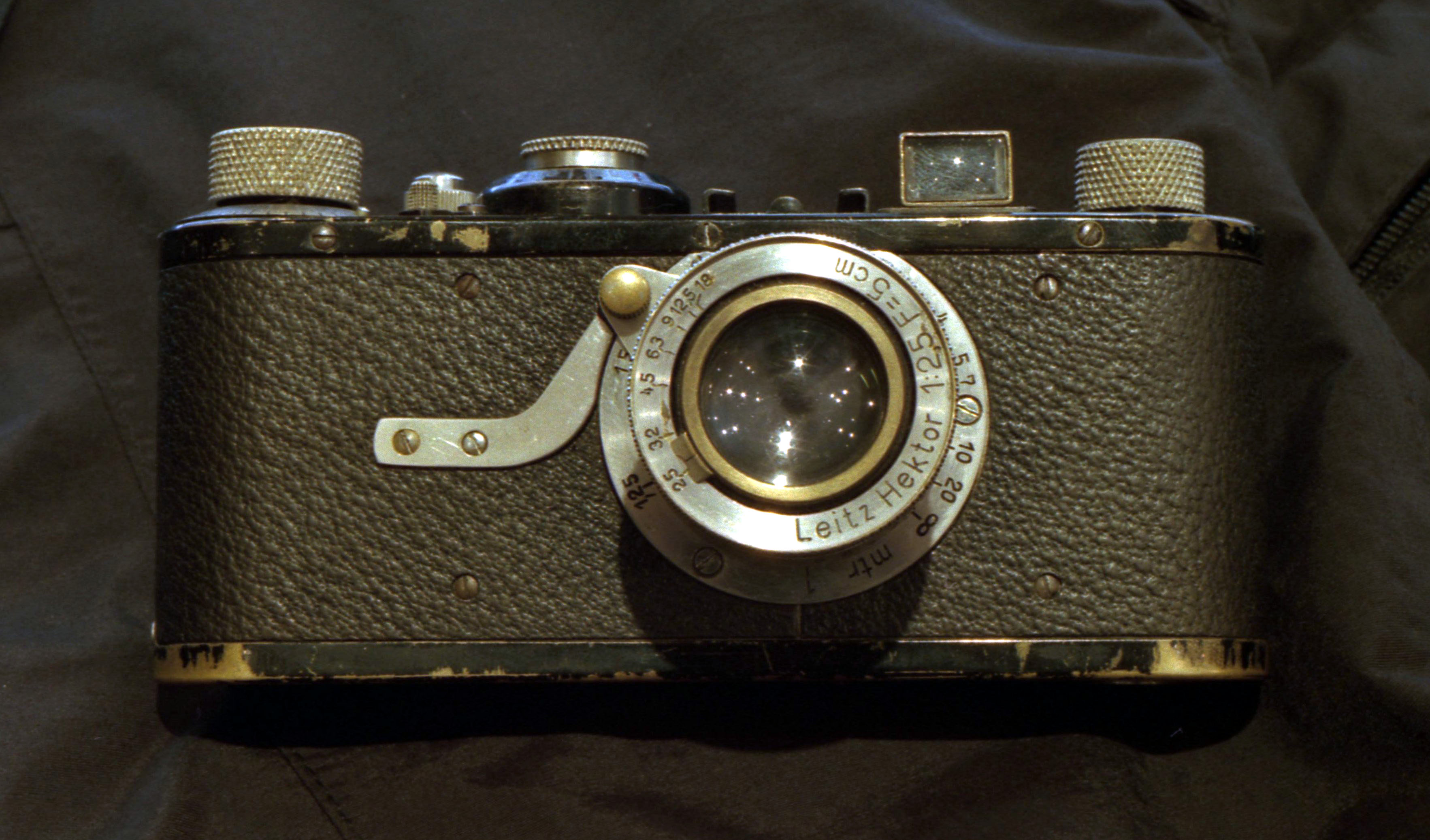
Leica I, 1:2,5 (1930)

## Дальномерные фотоаппараты Leica

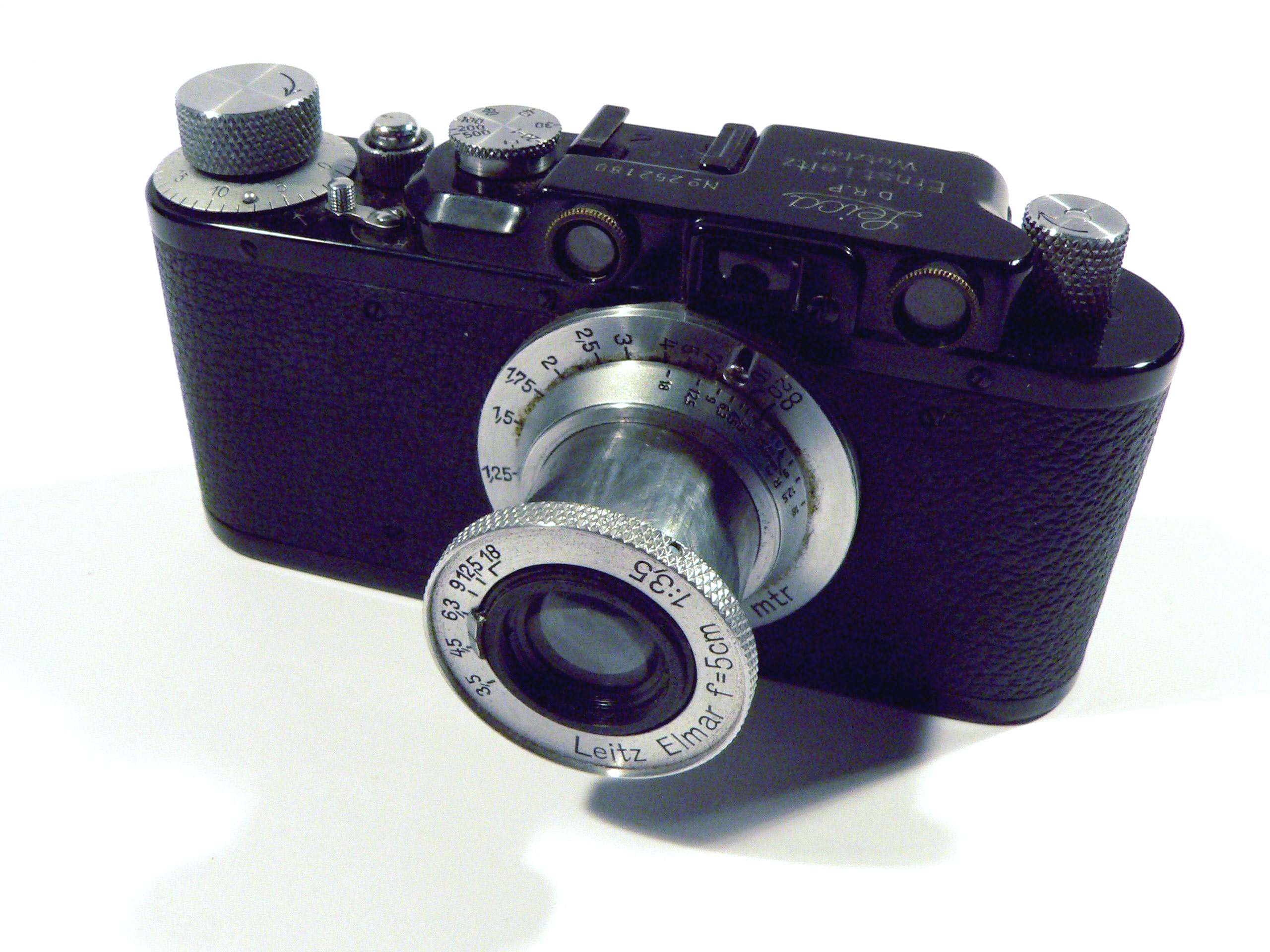
Leica II

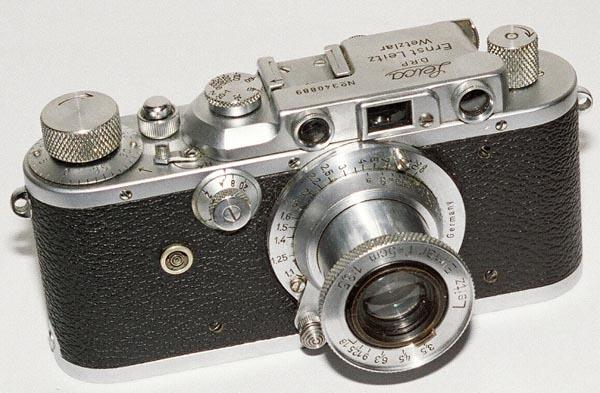
Leica III

### Leica с резьбовым соединением M39×1/28,8
Leica является первым массовым малоформатным фотоаппаратом. Его прототип создан в 1913 году Оскаром Барнаком, который использовал стандартную 35-мм киноплёнку, но с вдвое бо́льшим размером кадра — 24×36 мм.
Фраза Барнака «Маленькие негативы — больши́е фотографии» (англ. Small negatives—large images) во многом предопределила дальнейшее развитие фотографии.
В 1923 году Барнак убедил своего начальника, Эрнста Лейтца II, выпустить прототип новой камеры, которая в 1925 году поступила в продажу под названием Leica I. Первоначальное название выглядело как LeCa и было образовано от Leitz Camera — «камера Лейтца». Впоследствии было выбрано более благозвучное слово Leica. В 1930 году была создана Leica Standard с возможностью замены объективов, для которой были выпущены нормальный объектив с фокусным расстоянием 50 мм, а также широкоугольный (35 мм) и телеобъектив (135 мм).
В 1932 году появилась Leica II — первый в мире малоформатный дальномерный фотоаппарат. На фотоаппарате стоял оптический дальномер, сопряжённый с фокусировкой объектива.
В СССР фотоаппараты Leica были в свободной продаже, а в январе 1934 года был начат выпуск советской копии камеры Leica II — фотоаппарата ФЭД. Розничная цена стандартного ФЭДа в 1937 году была 712 рублей, а немецкий аппарат стоил более 2000 и был доступен немногим. Во время Великой Отечественной войны фотокорреспонденты предпочитали использовать в прифронтовой полосе отечественные фотоаппараты, поскольку на съёмку иностранной аппаратурой требовалось специальное разрешение. В 1948 году на Красногорском механическом заводе был освоен выпуск фотоаппаратов «Зоркий» по документации ФЭДа. ФЭД выпускали до 1955 года, «Зоркий» — до 1956.

Следующей моделью стала Leica III — фотоаппарат с увеличенным диапазоном выдержек. Leica III выпускалась в нескольких модификациях, и одна из них — IIIа - в СССР получила прозвище «Аннушка». 

### Leica с байонетом Leica M

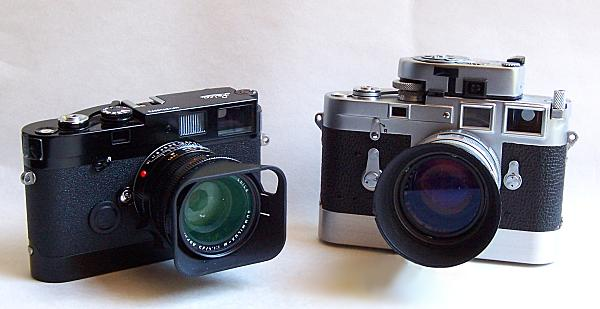
Leica MP и Leica M3

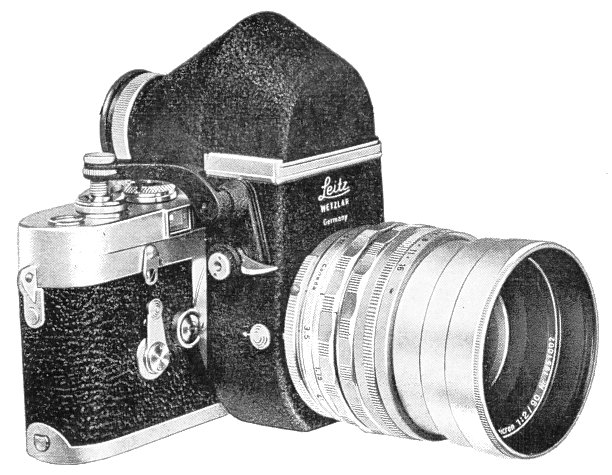
Приставка Leica Visoflex на дальномерной камере

В 1954 году появилась Leica M3 со специально разработанным для неё байонетным креплением объектива.
На камере стоял видоискатель, совмещённый с дальномером (с компенсацией оптического параллакса и автоматически сменяемыми кадровыми рамками в поле зрения видоискателя), высокоточный фотографический затвор с невращающейся головкой выдержек.
Конструкция камеры и байонета оказалась удачной, за Leica M3 последовали модели Leica M2, Leica M4 (на них мог устанавливаться внешний сопряжённый по выдержке селеновый или CdS-экспонометр), Leica M5 и Leica M6 (с TTL-экспонометром).
В 2010-е годы выпускается Leica MP (с механическим затвором и TTL-экспонометром) и Leica M7 с электронноуправляемым затвором.
Байонет Leica M применён и на цифровых дальномерных фотоаппаратах Leica M8 и Leica M9 (2009 год).
К фотоаппаратам серии Leica M выпускаются моторные приставки — ручные и с электроприводом.
Фотоаппараты Leica M1, Leica MD (в различных модификациях) выпускались без видоискателя, предназначались для совместного использования с микроскопами или телескопами (фоторегистраторы).
- Для «резьбовых» и «байонетных» дальномерных «Леек» выпускалась приставка Leica Visoflex (в трёх вариантах), позволявшая трансформировать дальномерный фотоаппарат в однообъективный зеркальный.

## Зеркальные фотоаппараты
Устранение главных недостатков однообъективных зеркальных фотоаппаратов и их распространение в начале 1960-х годов привело к серьёзному падению спроса на дальномерные камеры как в фотожурналистике, так и в других отраслях фотографии. Тенденция не обошла стороной и Leica Camera, значительно снизив продажи аппаратуры. К середине 1960-х годов зеркальные модели появились у большинства производителей фототехники. В результате компания была вынуждена начать разработки собственных зеркальных фотосистем, первой из которых стала Leicaflex.

### Leicaflex

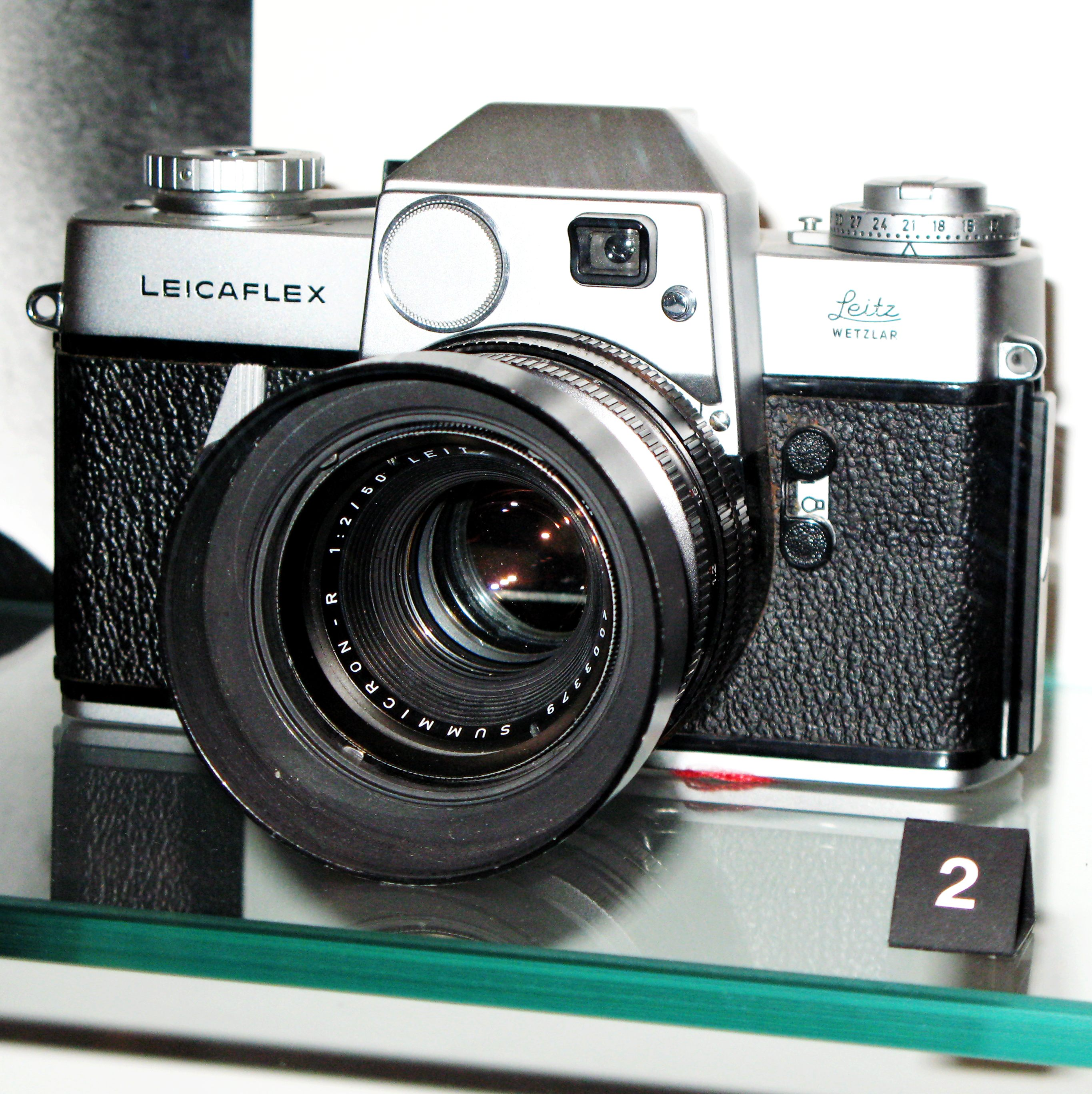
Leicaflex

С 1964 по 1965 год Leica также выпускает однообъективные зеркальные фотоаппараты с байонетом Leica R, первым из которых стал Leicaflex. Первая зеркальная «Лейка» — фотоаппарат с полуавтоматической установкой экспозиции, однако светоизмерение велось не через съёмочный объектив, фоторезистор находился на передней панели камеры. Фотографический затвор — механический, с горизонтальным ходом матерчатых шторок, диапазон выдержек от 1 до 1/2000 сек и «В». Экспонометрия на закрытой до рабочего значения диафрагме, репетир диафрагмы. В поле зрения видоискателя — двухстрелочный индикатор экспонометрического устройства, а также отображалась установленная выдержка.
С 1968 по 1974 год выпускался Leicaflex SL — полуавтомат с заобъективной экспонометрией на открытой диафрагме, в связи с чем Байонет Leica R был изменён. Общие технические характеристики сходны с «Лейкафлексом».
С 1974 по 1976 год выпускался Leicaflex SL2, модифицированный Leicaflex SL. Камера получила центральный синхроконтакт, в видоискателе кроме установленной выдержки также отображалась и установленная диафрагма. Подсветка индикаторов видоискателя — миниатюрной лампой накаливания с питанием от отдельного элемента.
Также выпускались фотоаппараты с моторной приставкой Leicaflex SL Mot и Leicaflex SL2 Mot.

### Leica R

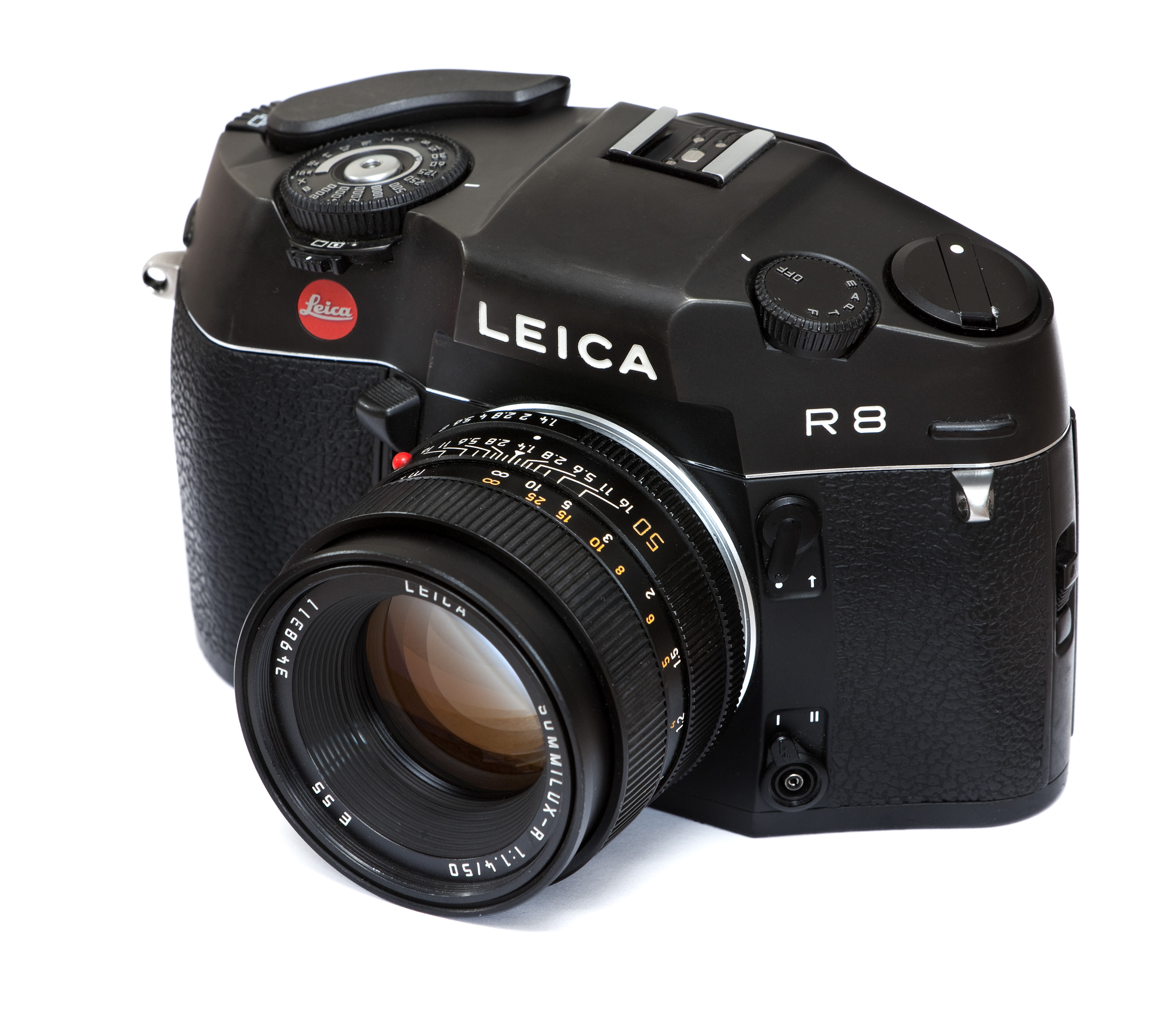
Leica R8

С 1976 года совместно с Minolta Corporation начат выпуск серии камер Leica R.
- Leica R3 (1976—1980) — малоформатный автоматический фотоаппарат с приоритетом диафрагмы, при отключенной автоматике возможна ручная или полуавтоматическая установка экспозиции. Разработан с участием фирмы Minolta. В Японии продавалась под названием Minolta XE, основное отличие — на «Минолте» стоял байонет собственной конструкции.
- Leica R4 (1980—1987) — упрощённая версия третьей модели. В Японии продавалась под названием Minolta XD, в Европе — Minolta XD-7, в США — Minolta XD-11. «Минолты» отличались собственным креплением объектива.
- Leica R5 (1986—1992) — разработана на базе Leica R3, возможность автоматической работы не только в режиме приоритета диафрагмы, но и в режиме приоритета выдержки и программной линии.
- Leica R6 (1988—1997) — фотоаппарат с механическим затвором, полуавтоматическая установка экспозиции. Собственная разработка фирмы Leica Camera.
- Leica R7 (1992—1997) — модификация «Лейки» R5.
- Leica R8 (1990—2002?) — с электронноуправляемым фотографическим затвором, выдержки от 1/8000 до 32 сек. Ввод светочувствительности фотоплёнки DX-кодом, режимы работы: приоритет выдержки, приоритет диафрагмы, режим программной линии, а также полуавтоматическая и ручная установка экспозиции.
- Leica R9 (2002—2009) — модификация «Лейки» R8.

## Цифровые фотоаппараты

### Среднеформатные цифровые однообъективные зеркальные фотоаппараты
- Leica S1 — среднеформатный цифровой фотоаппарат сканирующего типа.
- Leica S2 — среднеформатный цифровой однообъективный зеркальный фотоаппарат, размер матрицы 30×45 мм, разрешение 37,5 мегапикселя. Фотографический затвор фокальный, диапазон выдержек 1/4000 — 32 с или при использовании объектива CS с центральным затвором 1/500 — 32 с.

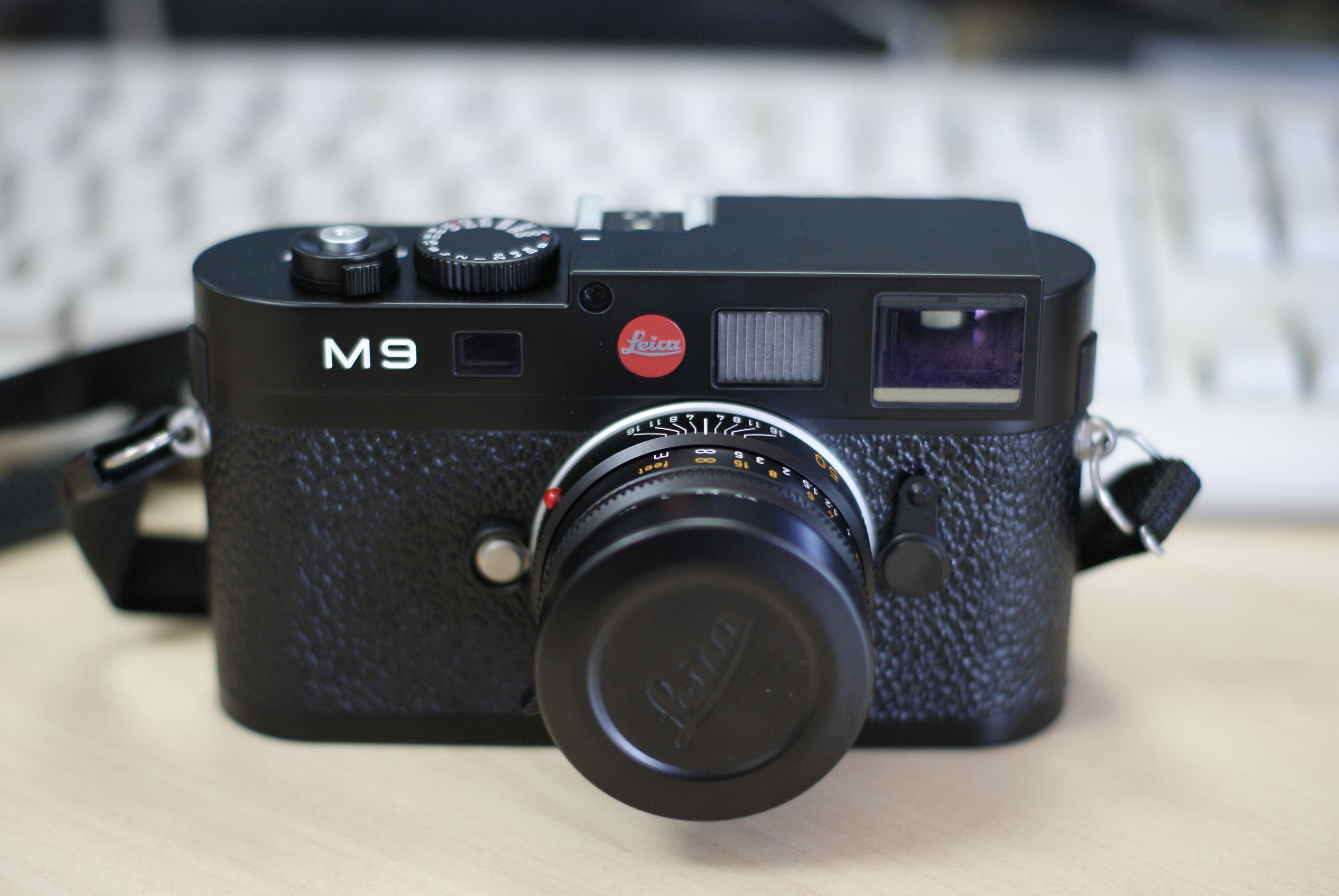
Leica M9

- Leica S3 серийно не выпускалась.

### Дальномерные цифровые фотоаппараты
- Leica M8 (с 2006 г) — первый цифровой дальномерный фотоаппарат фирмы Leica. Крепление объективов — байонет Leica M, возможность использования оптики от плёночных камер. Размер матрицы 27 × 18 мм.
- Leica M9 (с 2009 г) — первый цифровой дальномерный фотоаппарат с полнокадровой матрицей (24 × 36 мм). Выпускаются модификации Leica M9-P, Leica M-E Typ 220, Leica M Monochrom (способна делать только чёрно-белые снимки).

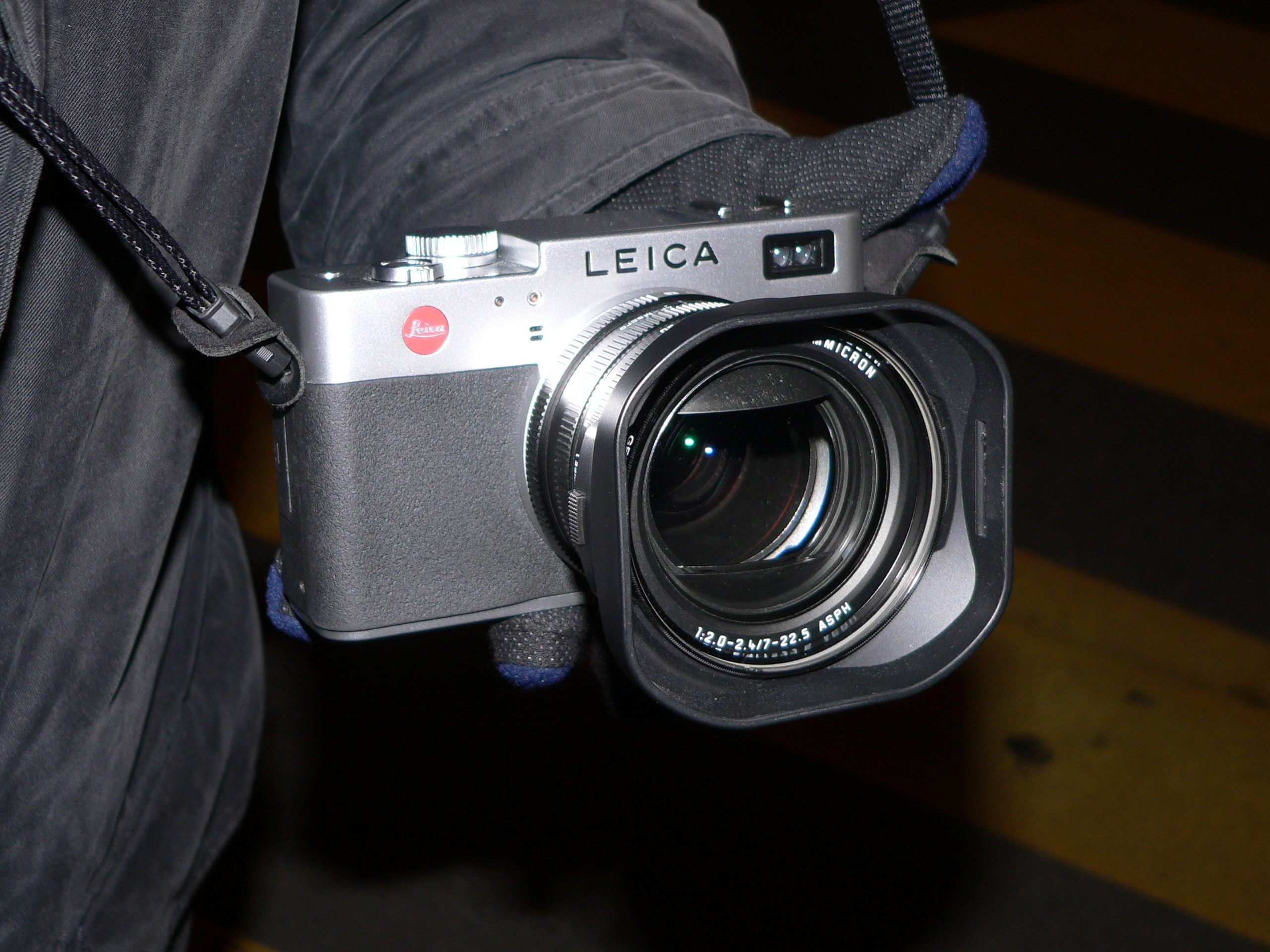
Leica Digilux 2

### Leica Digilux
- Leica Digilux
- Leica Digilux Zoom
- Leica Digilux 1
- Leica Digilux 2
- Leica Digilux 3 — цифровой зеркальный фотоаппарат, выпускается с 2006 года. Размер матрицы 17,3 × 13 мм (кроп-фактор 2). Крепление объективов — байонет 4/3, видоискатель сквозной зеркальный с призмой Порро. В Японии выпускается конструктивно аналогичный фотоаппарат Panasonic Lumix DMC-L1.

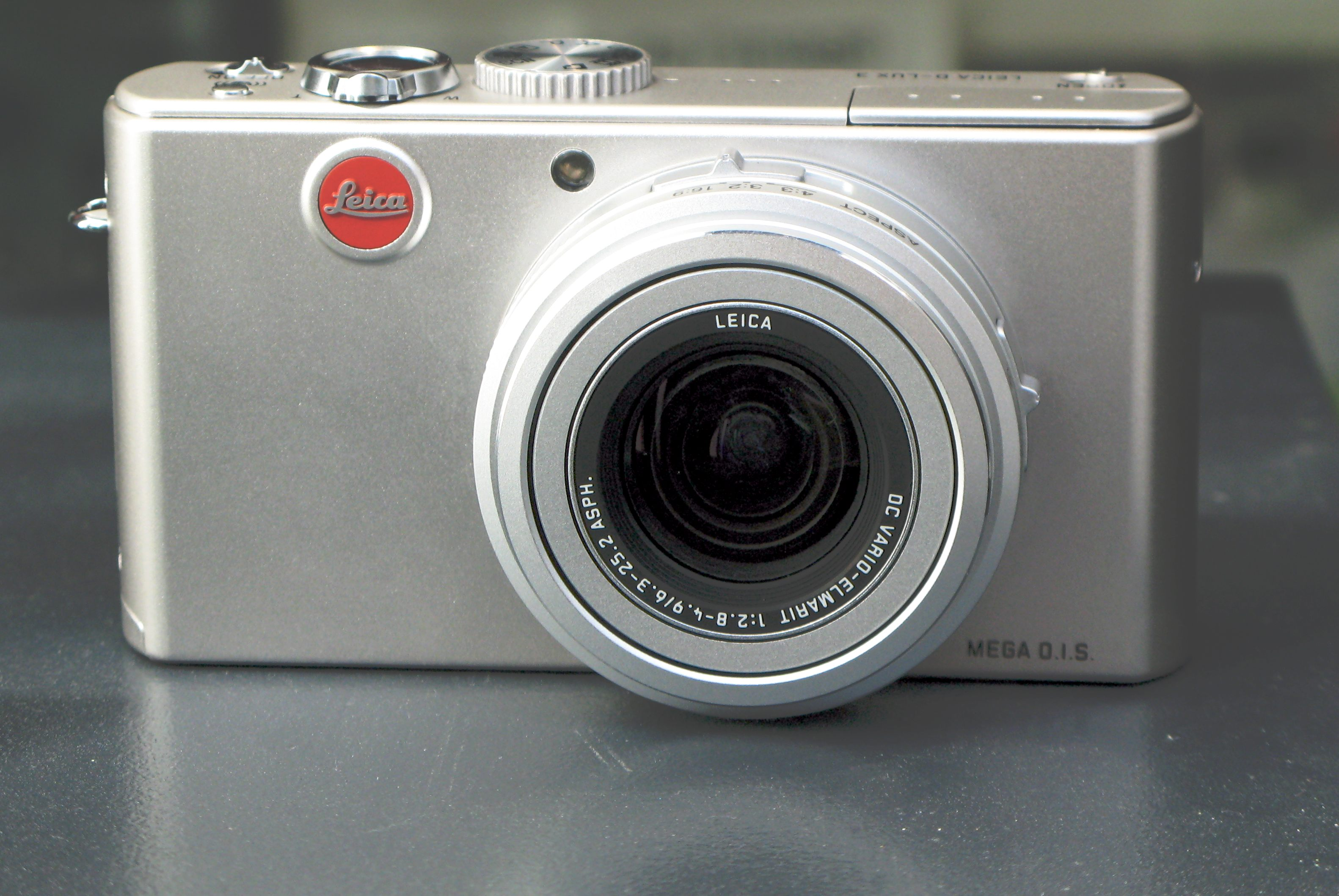
Leica D-Lux-2

### Leica Digital compact camera series
- Leica C-Lux series
- Leica D-Lux series
- Leica X series
- Leica V-Lux series[6]

## Влияние на фотоискусство
Едва появившись, фотоаппараты «Leica» оказали огромное влияние на эстетику фотографии и представления о её возможностях. Лёгкость, компактность и простота управления позволяли вести съёмку в таких местах и с таких точек, которые были совсем недавно немыслимы не только для крупноформатных фотоаппаратов, но даже для сравнительно новых камер на роликовой среднеформатной плёнке. Малые размеры и тихая работа затвора позволяли использовать «Лейку» в том числе для скрытной съёмки.
В СССР наибольшую известность получили работы фотографа-новатора Александра Родченко, сразу же полюбившего новую камеру. Выпущенную советскую копию «ФЭД» фоторепортёры продолжали называть «Лейкой», и это название со временем стало нарицательным для любого компактного фотоаппарата.
Тем не менее, мастера старой школы, даже фотожурналисты, считали малый формат неполноценным. Вот что писал журнал «Советское фото» в 1934 году:
Однако помни: что бы ты ни снимал (если вообще ты умеешь снимать), у тебя на стекле выйдет лучше, чем на «Лейке». И Памир, и знойную Каракумскую пустыню, и Красную площадь, залитую массами, освещаемую мягкими лучами солнца, только что пробившегося сквозь облака, ты сможешь шире, объёмнее, выразительнее, сочнее показать при съёмке на стекле или крупной плёнке, и редакции безошибочнее из сделанного тобою материала отберут лучший материал ... Мода на «Лейку» прошла. Изживается мнение, ещё недавно распространённое среди московских фоторепортёров (не говоря уже о периферии), что первоклассным фоторепортёром является только тот, который работает на «Лейке»
Тем не менее, использование «Лейки» в фотожурналистике позволило достичь впечатляющих результатов. Одним из основоположников метода съёмки врасплох считается немецкий фоторепортёр Эрих Саломон, получивший возможность запечатлеть неформальную жизнь политиков благодаря «Лейке». Начавшаяся вскоре Вторая мировая война также была документирована новой камерой, остававшейся работоспособной в условиях, немыслимых для аппаратуры более крупных форматов. Одним из наиболее известных примеров использования «Лейки» в этой войне стала съёмка высадки десанта Союзников в Нормандии, проведённая военным фоторепортёром Робертом Капой. Он стал единственным из многочисленных снимающих, кто высадился вместе с десантом, получив уникальные снимки благодаря неприхотливости камеры.
После войны «Лейка» продолжала использоваться для фоторепортажа и жанровой съёмки. Основоположник теории «решающего момента» Анри Картье-Брессон предпочитал всем остальным фотосистемам «Лейку» за её простоту и надёжность, а также возможность снимать, не привлекая внимания. Выпуск новой модели M3 укрепил позиции «Лейки», но после устранения основных недостатков однообъективных зеркальных фотоаппаратов в камере Nikon F, популярность бренда стала стремительно снижаться из-за естественных ограничений дальномерной аппаратуры. Дальнейшее развитие малоформатных камер связано с другими производителями, совершенствовавшими зеркальные модели. Размер кадра, впервые использованный в «Лейке» в 1913 году, до сих пор остаётся точкой отсчёта при измерении кроп-фактора цифровых фотоаппаратов.

## Фотоаппараты «Leica» в искусстве
- В «Песне военных корреспондентов» Константина Симонова фотоаппарат «Leica» упоминается в первом куплете:

От Москвы до Бреста

Нет такого места,

Где бы ни скитались мы в пыли.

С «Лейкой» и блокнотом,

А то и с пулемётом

Сквозь огонь и стужу мы прошли.

- Значительно менее известна его «Песня о весёлом репортёре», посвящённая, предположительно, Евгению Петрову, погибшему на войне:

Под Купянском, в июле,

В полынь, в степной простор

Упал, сраженный пулей,

Весёлый репортёр.

Блокнот и «Лейку» друга

В Москву, давясь от слёз,

Его товарищ с юга

Редактору привёз.

Но вышли без задержки

Наутро, как всегда,

«Известия», и «Правда»,

И «Красная звезда».

- Упоминание «Лейки» есть в «Одноэтажной Америке» Ильи Ильфа и Евгения Петрова:

Уличные фотографы нацеливались «лейками» в прохожих, выбирая преимущественно кавалеров с дамами и провинциалов. Спустив затвор, фотограф подходил к объекту нападения и вручал печатный адрес своего ателье. За двадцать пять центов сфотографированный прохожий может получить свою карточку, прекрасную карточку, где он снят врасплох, с поднятой ногой.

### Leica в кинематографе
- В фильме «Сальвадор» фоторепортёр Джон Кэсседи, увешанный зеркальной аппаратурой, незаметно фотографирует «Лейкой» в тот момент, когда съёмку запрещают военные.
- В фильме «Высокое искусство» 1998 года фотограф, которого играет Габриэль Манн, снимает уличные сцены «Лейкой».
- В фильме «Шпионские игры» герой Брэда Питта Том Бишоп во время операции в Ливане снимает камерой Leica.
- В фильме «Евротур» один из главных героев всё путешествие снимает камерой Leica, а затем продаёт её чтобы его друг встретил девушку своей мечты.
- В фильме «Ронин» герой Роберта ДеНиро снимает на зеркальную камеру семейства Leica R.
- В фильме «Близость» героиня Джулии Робертс, фотограф Анна Камерон, снимает в студии Элис Айрес (актриса Натали Портман) на Лейку M6 TTL.
- В фильме «Полуночный экспресс» герой Брэдли Купера, фотограф Леон Кауфман, занимается уличной фотографией на просторах города Нью-Йорк используя Лейку M4-P.
- В фильме «Вики Кристина Барселона» героиня Скарлетт Йоханссон, Кристина, фотографирует на Leica M6.
- В фильме «Кровавый алмаз» журналист Мэдди Боуэн снимает гражданскую войну в Сьерра-Леоне на Leica M6.
- В фильме «Флаги на башнях» корреспондент даёт для снятия замеров колонистам камеру Leica, вокруг которой разворачивается дальнейшая история.

### Александр Родченко
…Он пришёл к фотографии.
Чёрная «лейка» с никелем и стеклом с любовью заработала в его руках.

Вот он покажет этот мир.
Мир привычный и обыденный — с новых точек.А. Родченко. Чёрное и белое (автобиография)
«Лейка» куплена за 350 р., при помощи Швецовой…
…Родченко ходит довольный… «Думать о ней („Лейке“) такое удовольствие, когда вспомнишь, что она есть. Посижу, полюбуюсь… даже не верится, что она есть… Как это можно было сейчас купить…» Целый день она у него на столе стоит, и только к вечеру подошел к ней производственно… зарядил и сделал пробу… Теперь проявляет…
До чего это замечательный аппарат! Я и то ужасно взволнована была вчера и очень довольна… Проба вышла очень хорошо… даже контрастно очень — снимал при лампе…Дневник В. Ф. Степановой, 25 ноября 1928 г.

### Анри Картье-Брессон
Икона фотографии, Анри Картье-Брессон, известен тем, что сделал большинство своих работ одной камерой, дальномерной «Лейкой», и одним объективом — 50 мм.Кен Роквелл. «Картье-Брессон и „Лейка“»

## Сотрудничество с Huawei
В начале 2016 года стало известно, что Leica будет сотрудничать с производителем смартфонов Huawei. Официально это подтвердилось на презентации новой линейки флагманов Huawei P9. Все смартфоны оснащены двойной камерой, в разработке и производстве которой принимала участия компания Leica. Двойная камера на 12 Мп состоит из двух камер: одна делает цветные изображения, вторая работает в монохромном режиме. Последняя используется для обнаружения условий освещения, с целью получения снимков с большим динамическим диапазоном.